# سه پستانک
سپستانک روستایی از توابع بخش خورگام شهرستان رودبار در استان گیلان ایران است.

## جمعیت
این روستا در دهستان خورگام قرار دارد و براساس سرشماری مرکز آمار ایران در سال 1399، جمعیت آن 512نفر (113خانوار) بوده‌است.

## مردم
اهالی روستای سپستانک از قوم تات هستند و به زبان تاتی رودباری صحبت می‌کنند.